# Santiago del Cura
Santiago del Cura Elena (Ciruelos de Cervera, Burgos, 1948-Burgos, 15 de agosto de 2022) fue un sacerdote católico y teólogo español. Fue decano y profesor de la Facultad de Teología del Norte de España –en Burgos– y de la Facultad de Teología de la Universidad Pontificia de Salamanca.

## Biografía

### Formación académica y labor sacerdotal
Estudió Humanidades, Filosofía y Teología en España, Italia y Alemania. Se ordenó sacerdote el 7 de octubre de 1972, siendo sacerdote de la Archidiócesis de Burgos, y miembro del cabildo de la catedral burgalesa. Inició su labor pastoral como vicario parroquial de la parroquia burgalesa de San Cosme y San Damián, y párroco de varios pueblos burgaleses (Villangómez, Villaverde del Monte y Cubillo del Campo) y coadjutor en Roa.
Se licenció en Teología en la Facultad de Teología del Norte de España (Burgos,1974) y se licenció en lengua alemana en el Instituto Goethe (Múnich, 1978). Se doctoró en Teología de la Pontificia Universidad Gregoriana (Roma, 1981). En la capital italiana contactó con los futuros cardenales Walter Kasper y Karl Lehmann. además de otros teólogos.

### Labor docente
Desde 1994 fue profesor titular de Teología sistemática en la Facultad de Teología del Norte de España (Burgos), presidente y decano de dicha faciltad en dos ocasiones; y desde 1988 profesor invitado en la Facultad de Teología de la Universidad Pontificia de Salamanca.
Fue miembro de la Comisión Asesora de la Conferencia Episcopal Española (1987-2012) y miembro de la Comisión Teológica Internacional (1997-2009). El papa Francisco le nombró miembro de la Comisión para el Estudio del Diaconado Femenino. También fue miembro de la Real Academia de Doctores de España (Madrid, 2008).
Sus estudios e investigaciones han tenido cierta relevancia en los campos de la Teología y del Dogma.

### Fallecimiento
Santiago del Cura Elena falleció en la fiesta de la Asunción de María de 2022, a la edad de 74 años, tras siete años de enfermedad.

## Publicaciones
- „Nemo potest conficere hoc sacramentum (altaris) nisi sacerdos rite ordinatus“ la declaración de Concilio IV de Letrán (1215) en el cuadro de las controversias del tiempo sobre con valdenses y cátaros. Roma, 1983, OCLC 1112707244.
- como editor: Sociedad en los tiempos finales. Burgos, 17, 18 y 19 de noviembre de 1999. Burgos 1998, ISBN 84-87152-35-X.
- como editor: El ministerio episcopal. Burgos 2001, ISBN 84-95405-15-6.
- Un solo Dios. Violencia exclusivista, pretensión de verdad y fe trinitaria en los recientes debates sobre el monoteísmo. Madrid 2010, OCLC 1132653001.